# Copa do Cazaquistão de Futebol
A Copa do Cazaquistão é a segunda competição nacional mais importante do país, sendo organizada anualmente pela KFF.
O torneio foi fundado em 1936 como uma competição para clubes da República Socialista Soviética Cazaque, mas só passou a ser uma competição nacional em 1992, quando o país se tornou independente.

### Campeonatos desde a independência

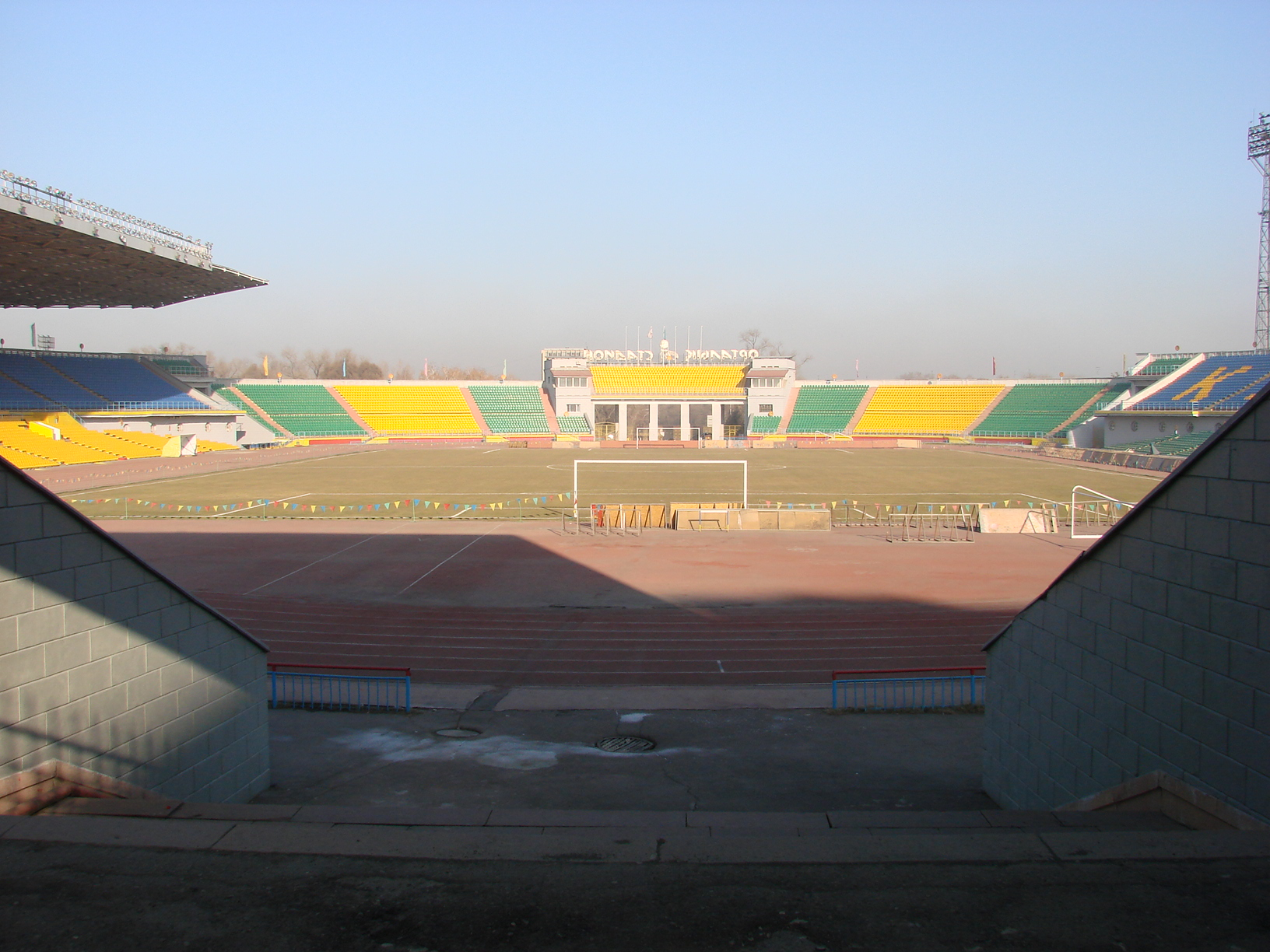
Estádio Central de Almaty, sede habitual da final da Copa do Cazaquistão.

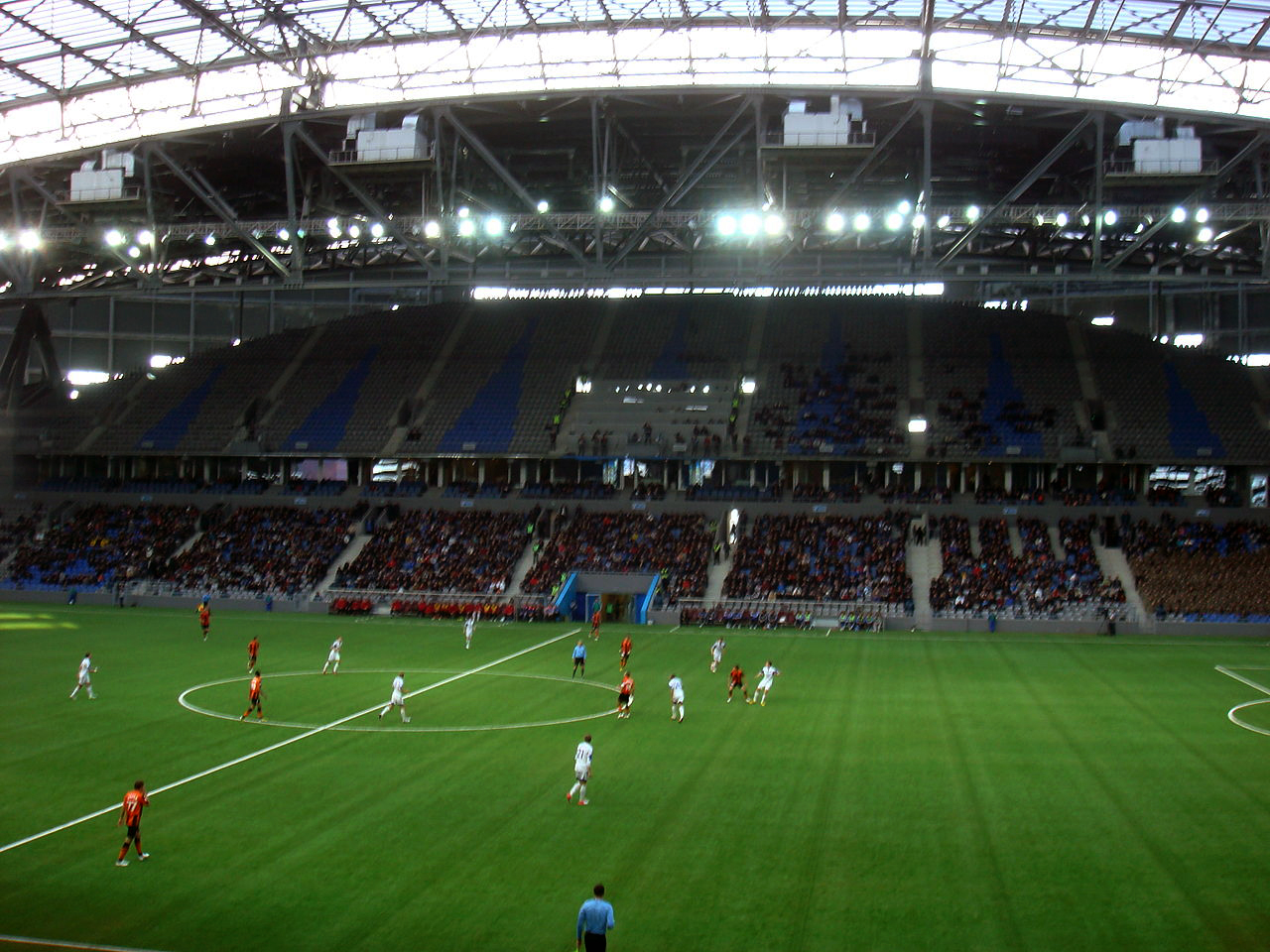
Astana Arena.